# Леа Силики, Джеймс
Джеймс Эдвард Леа Силики (фр. James Edward Léa Siliki; 12 июня 1996, Париж, Франция) — камерунский футболист, полузащитник клуба «Генчлербирлиги» и сборной Камеруна.

## Клубная карьера
Леа Силики — воспитанник клубов «Гоне», «Пари Сен-Жермен», «Генгам» и «Ренн». Он присоединился к молодёжной команде «Пари Сен-Жермен» в 2004 году, где провёл семь сезонов. В возрасте 15 лет он покинул столичный клуб, полагая, что клуб не рассчитывает на него. Затем он поступил в учебный центр «Генгама», где провёл три сезона. При этом в последнем сезоне 2013/14 играл за дублирующую команду, проведя три игры и забив один гол. В 2014 году он присоединился к «Ренну», и подписал с ним трёхлетний контракт.
5 июня 2016 года Леа Силики подписал первый профессиональный контракт с «Ренном» на три сезона. Первую половину нового сезона провёл в дубле. 28 января 2017 года в матче против «Нанта» он дебютировал в Лиге 1 в составе «Ренна». С сезона 2017/18 стал основным игроком команды. 17 января 2018 года в поединке против «Лилля» Джеймс забил свой первый гол за «Ренн». После сезона 2017/18 его игровое время уменьшалось с каждым годом. В 2019 году он помог завоевать Кубок Франции.
31 августа 2021 года Леа Силики на правах аренды перешёл в английский «Мидлсбро». В матче против «Ковентри Сити» он дебютировал в Чемпионшипе.
22 июля 2022 года Леа Силики подписал трёхлетний контракт с клубом португальской Примеры «Эшторил-Прая». 6 августа 2022 года в матче против «Фамаликана» он дебютировал в Примере, выйдя на замену на 81-й минуте.

## Международная карьера
В 2014 году провёл три матча в составе юношеской сборной Франции. Но так как Леа Силики имел камерунское происхождение, он имел право играть за взрослую сборную Камеруна.
4 июня 2021 года в товарищеском матче против сборной Нигерии Леа Силики дебютировал за сборную Камеруна. В 2022 году Джеймс принял участие в Кубке Африки 2021 в Камеруне. На турнире он сыграл в матчах против команд Эфиопии, Кабо-Верде, Комор и Египта.

## Достижения
Клубные
 «Ренн»
- Обладатель Кубка Франции — 2018/2019

Международные
 Камерун
- Кубок африканских наций — 2021

## Личная жизнь
В марте 2022 года Леа Силики подвергся расистскому насилию в Instagram после публикации празднования выхода Камеруна на чемпионат мира 2022 года.